# Christoph Stymmelius

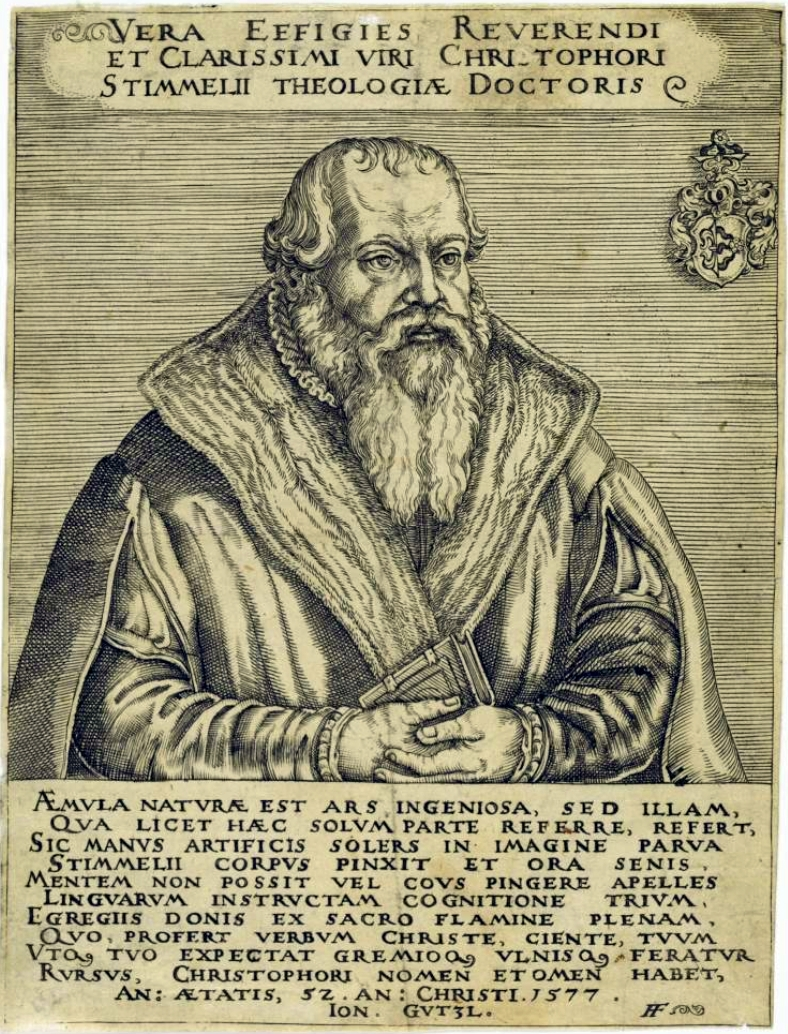
Bildnis des Christophorus Stimmelius von Frantz Friderich

Christoph[orus] Stymmelius (latinisiert für Christoph Stummel; * 22. Oktober 1525 in Frankfurt (Oder); † 19. Februar 1588 in Stettin) war ein neulateinischer Dramatiker, lutherischer Theologe und von 1570 bis 1572 Generalsuperintendent von Pommern-Stettin. Stymmelius schrieb als 19-jähriger Student mit Studentes die erste Studentenkomödie der Weltliteratur und begründete damit eine neue Literaturgattung.

## Leben und Wirken

Titelblatt der Erstausgabe der Studentes von 1549

### Herkunft
Stymmelius entstammte einer angesehenen Familie der Oderstadt Frankfurt. Sein Vater war der wohlhabende Kaufmann und Senator Andreas Stummel. Da die damaligen Hochschulen eine Art Gymnasialunterricht anboten, immatrikulierte sich der 12-jährige Stymmelius zum Wintersemester 1537/38 an der Alma Mater Viadrina, der Universität seiner Heimatstadt. Er hörte lateinische und griechische Vorlesungen bei Georg Sabinus, dem Schwiegersohn Melanchthons. Weitere Lehrer waren Jodocus Willich und Christoph Corner. Als 19-Jähriger schrieb Stymmelius ein Theaterstück, das sein Hauptwerk geblieben ist: die Studentenkomödie Studentes. Im Jahr 1546 errang er durch eine Doppelpromotion sowohl den Baccalaureus als auch den Magister. Im Jahr 1549 ging sein Hauptwerk Studentes in der Universitätsdruckerei des Johann Eichorn erstmals in Druck.
Am 6. Oktober 1550 starb der Vater Andreas Stummel kaum fünfzigjährig an der Pest. Stymmelius immatrikulierte sich am 12. Mai 1551 an der lutherischen Universität Wittenberg und hörte Vorlesungen bei Philipp Melanchthon und bei Johann Forster. Im Anschluss war Stummel Vorsteher der Beeskowschen Schule und ab 1553 Hofprediger des Grafen von der Schulenburg in Lübbenau im Spreewald. Im Jahr 1554 übernahm er Predigerdienste in Crossen an der Oder. Am 3. Oktober 1555 promovierte Stymmelius an der Viadrina zum Doktor der Theologie.

### Stettin
Auf Vermittlung des Frankfurter Theologie-Professors Andreas Musculus wurde Stymmelius am 30. September 1556 Pfarrer an der Marienkirche in Stettin sowie Professor des fürstlichen Pädagogiums. In der pommerschen Stadt trat er in den Widerstand zur Osiandrischen Lehre, die auch in Stettin ihre Anhänger fand. Der Historiker Johannes Micraelius schrieb über ihn: „Doctor Stymmelius schweiget auch nicht stille/ sondern dictieret seinen Zuhörern die rechte Lutherische Lehre/ von der Him̃elfahrt Christi/ vnd desselben Sitzen zur Rechten GOttes/ vnd wider leget die Gegenlehre.“
Im Jahr 1561 wurde Stymmelius mit drei weiteren Vertretern Pommerns zum Naumburger Fürstentag entsandt. Im Übrigen widmete er sich in Stettin der Arbeit an einer Kirchenordnung für Pommern. 1566 wurde Stymmelius zum Superintendenten und Domprediger in Merseburg ernannt. Er blieb dort jedoch nicht lange, sondern kehrte am 18. April 1567 in sein Stettiner Amt zurück.
In Stettin wurde Stymmelius nach dem Ausscheiden von Fabian Timäus in das Amt des Generalsuperintendenten für Pommern-Stettin berufen. Er nahm diese Aufgabe sehr engagiert wahr, doch zwang ihn sein schlechter Gesundheitszustand, das Amt schon nach zwei Jahren aufzugeben. Sein Nachfolger wurde Johann Cogeler.
Vom 14. November 1576 bis 8. Januar 1577 arbeitete er an seiner zweiten Komödie De immolatione Isaac, die er am 25. März 1579 zusammen mit einer überarbeiteten Version der Studentes veröffentlichte.

### Familie
Christoph Stymmelius war zweimal verheiratet. Im Frühjahr 1554 feierte er in Crossen Hochzeit mit Anna Birck. Am 10. Januar 1555 starb seine Ehefrau nach einer Totgeburt an einem Schlaganfall. Noch im selben Jahr heiratete er die Frankfurterin Barbara Weidlich (Wedelichia). Am 6. August 1558 starb sein erstgeborener Sohn Jesaja im Alter von fast zwei Jahren an Dysenterie (Ruhr). Die älteste Tochter heiratete den Bürgermeister Christian in Stendal, die andere, Regina, den Präpositus Veit Smaler in Penkun (1573).
Am 12. September 1597 heiratete Sophrosyne Stummel, „Tochter des verstorbenen Pastors Dr. Christoph Stymmelius und der Barbara Weidlich“, den Stettiner Erzdiakon und Hebräisch-Professor Joachim Praetorius. Der Ehe entstammten drei Söhne, darunter der spätere brandenburgische Konsistorialrat Joachim Christoph Praetorius, und vier Töchter, von denen Sophrosyne d. J. den pommerschen Geschichtsschreiber, Dichter und Theologen Johann Micraelius ehelichte.

## Schriften
- Studentes. Comoedia de vita Studiosorum. Frankfurt a. O. am 9. April 1549. (Digitalisat)
- Disputatio de libero arbitrio. Francoforti ad Viadrum. Ex officina Ioannis Eichorn 1555. (VD16: ZV 11287)
- Kurtzer Unterricht von Wunderwercken, so in Göttlicher Schrifft und andern Historien beschrieben sind. Gedruckt zu Franckfurt an der Oder durch Johann Eichorn Anno MDLXVII (1567).
- Zwo Predigten vom heiligen Abendmal vnsers HERRN vnd Heylands Jhesu Christi. In welchem erkleret wird / was das Abendmal vnd der rechte gebrauch desselben sey. Bekentniß Christophori Stymmelij D. Gedruckt zu Franckfort am Mayn 1576. (VD16: S 9860)
- Comoedia duae: I. ISAAC. De immolatione Isaac. II. STVDENTES. De vita & moribus Studiosorum. Stetini in Officina Andreae Kellneri, Anno 1579. (Digitalisat)